# Neptis kerosa
Neptis kerosa är en fjärilsart som beskrevs av Corbet 1942. Neptis kerosa ingår i släktet Neptis och familjen praktfjärilar. Inga underarter finns listade i Catalogue of Life.